# Leon Boonvang
Leon Boonvang (Arnhem, 10 januari 1873 – Auschwitz, 19 oktober 1942), bijgenaamd Koning der Moppentappers, was een succesvolle humorist en acteur die optrad onder de artiestennaam Leon Bonné.

## Leon Boonvang
Leon was de zoon van de Joodse Isaac Boonvang, van beroep kunstenaar, en Rachel Frank. Het huwelijk van Isaac Boonvang en Rachel Frank vond plaats in Arnhem op 30 oktober 1872. Ze kregen twee kinderen, van wie de oudste zoon Leon Boonvang op 10 januari 1873 in Arnhem werd geboren. Hun jongste zoon Maurits Boonvang werd op 14 oktober 1878 geboren. Leon Boonvang trouwde op 3 april 1895 met de Joodse Marianna Slier. Marianna Slier werd in Rotterdam geboren op 28 mei 1872 en overleed in Rotterdam op 13 februari 1939. Leon en Marianna kregen vier kinderen: Isaac (1895-1896), Jacob (1897-1976), Isaac (1900-1905) en Roza (1908 - overleden na 1961). Leon Boonvang werd op 19 oktober 1942 op 69-jarige leeftijd vermoord in Auschwitz. Samen vormden Leon Boonvang en Marianna Boonvang-Slier het succesvolle duo Bonné (duo Boonvang).

## Loopbaan
Leon Boonvang begon zijn carrière in 1893. In kranten uit het begin van de twintigste eeuw staan lovende recensies over het optreden van Leon Boonvang en het duo Bonné/Boonvang. In De Graafschap-bode: nieuws- en advertentieblad van 16 maart 1912 staat een aankondiging van een optreden van het “bekende duo de heer en mevr. Bonefang van Rotterdam”. Hun voordrachten waren Hoogmoed komt voor den val, Een erfgenaam in 1000 angsten en Wie is de Baas: Jij of ik?, een oud-Hollandsche klucht in één bedrijf.
Een recensie van het optreden van de heer en mevrouw Bonné, komisch duo uit Rotterdam, in de Bredasche Courant, 22 november 1923, luidt als volgt:
De feestcommissie had een zeer goede keuze gedaan met het duo Bonné, die de vele aanwezigen den geheelen avond hebben doen genieten van hunne leuke voordrachten. Vooral den heer Bonné, bijgenaamd de Koning der Moppentappers, kwam een groot gedeelte van het succes van den avond toe.
Het Rotterdams Nieuwsblad schrijft op 11 maart 1924:
Het leeuwendeel in het welslagen van het feest had wel het duo Bonné. Af en toe hebben de heer en mevrouw Bonné de aanwezigen doen lachen, dat de levers schudden. Ook als moppentapper verwierf Bonné een uitbundig applaus.
In 1933 vierde Leon Boonvang (Leo Bonné) zijn 40-jarig jubileum. Het feest werd in de grote zaal van het Odeon theater gehouden. Het Rotterdams Nieuwsblad van 22 november 1933 schrijft ter gelegenheid van de 40-jarige “artiestenloopbaan van de bekende humorist en koning der moppentappers Leon Bonné” dat het feest eindigde met de huldiging van Leon Bonné door de heer Sim Bilderdijk, gedelegeerde van de Nederlandse Artiesten Organisatie, die de loopbaan van zijn kunstbroeder memoreerde. Het krantenartikel sluit af met de volgende woorden: “Ontroerd dankte Leon alle medewerkers, die hem zo’n prettig feest hadden bereid”.

## De Tweede Wereldoorlog
De Tweede Wereldoorlog en de Duitse bezetting van Nederland betekende het einde van Leon Boonvangs carrière. In 1941 kreeg Leon Boonvang als Joodse man niet alleen een werkverbod, maar ook een speelverbod opgelegd. De Nederlandsche Kultuurkamer was een door de Duitse bezetter tijdens de Tweede Wereldoorlog op 25 november 1941 ingesteld instituut, waar alle kunstenaars, architecten, schrijvers, journalisten, muzikanten, filmacteurs en podiumartiesten bij aangesloten moesten zijn om te mogen werken. Joodse Nederlanders mochten geen lid worden van de Nederlandse Kultuurkamer. 
Het oogmerk was de pers en de kunstenwereld onder strenge controle te houden en waar nodig te censureren. De Kamer was onderdeel van de nazificatie van de Nederlandse samenleving tijdens de bezetting. 
Leon werd in 1942 via Westerbork gedeporteerd naar Auschwitz, waar hij op 19 oktober 1942 werd vermoord. Tussen 15 juli 1942 en 13 september 1944 reden er 97 treinen uit kamp Westerbork met 107.000 Joodse mannen, vrouwen en kinderen, met bestemming concentratie- en vernietigingskampen. Zijn Joodse vrouw Marianna Boonvang-Slier was op 13 februari 1939 overleden. In 1948, zes jaar na zijn dood, werden Leon Boonvang en zijn vrouw Boonvang-Slier (het duo Bonné) genoemd in een krantenartikel ter herinnering aan het feest van de Bredase Burgerwacht in 1923.

## Afbeeldingen van krantenartikelen over Leon Bonné

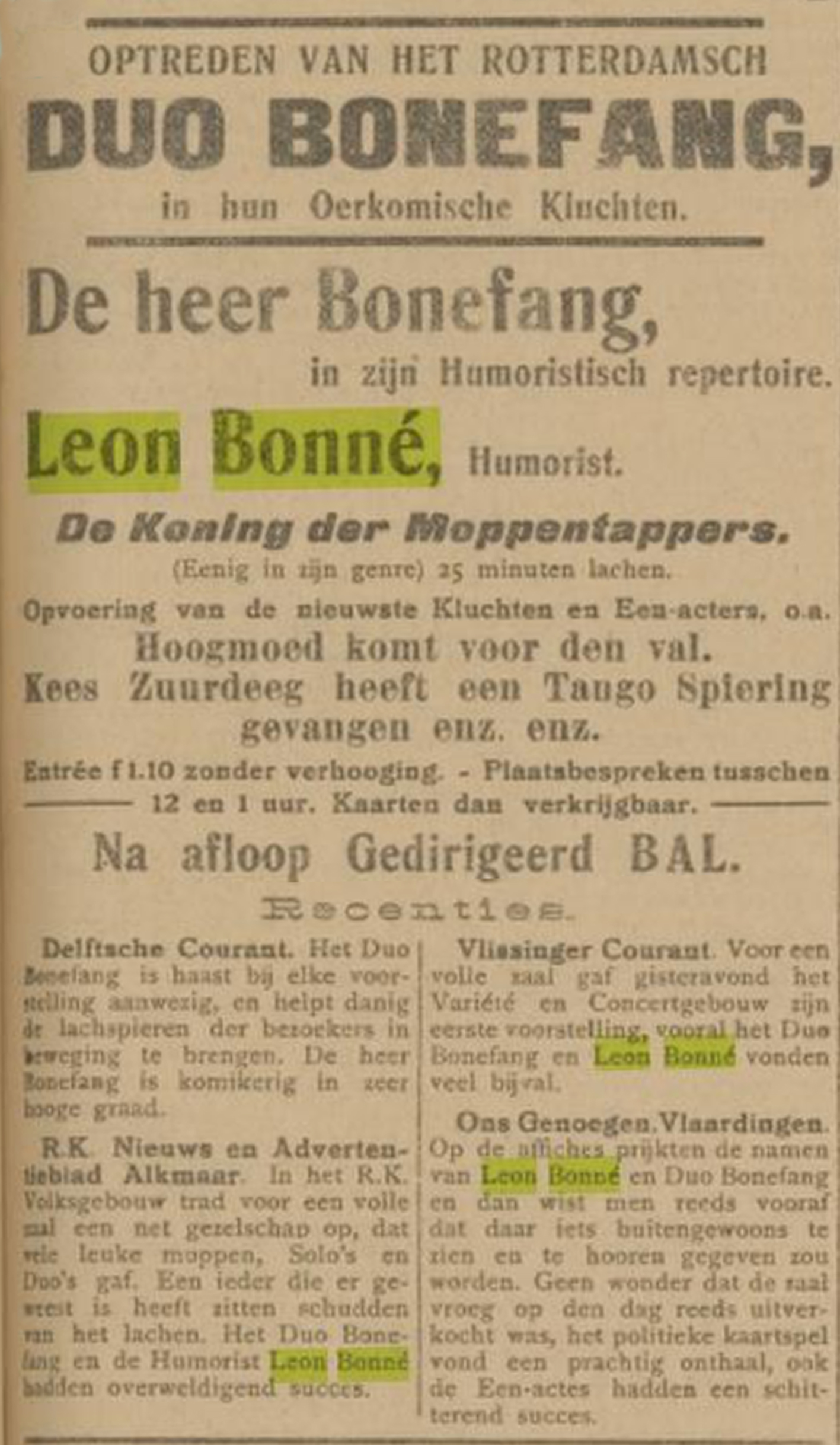
Recensie optreden van de humorist Leo Bonné, Opregte Steenwijker Courant, 25 december 1920.
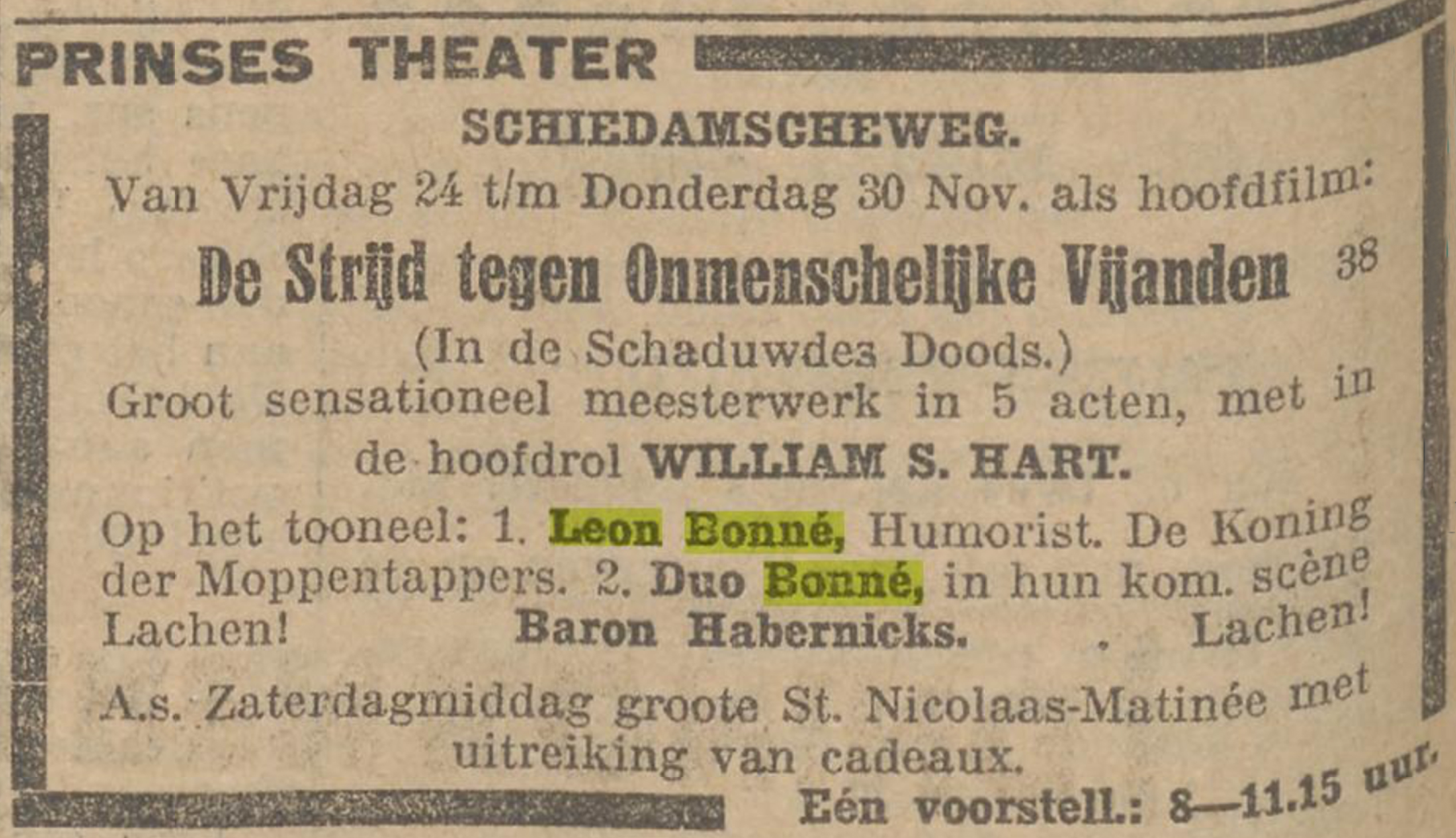
Leon Bonné (Boonvang) en het duo Bonné treden op, advertentie Voorwaarts het sociaal-democratisch dagblad, 24 november 1922.
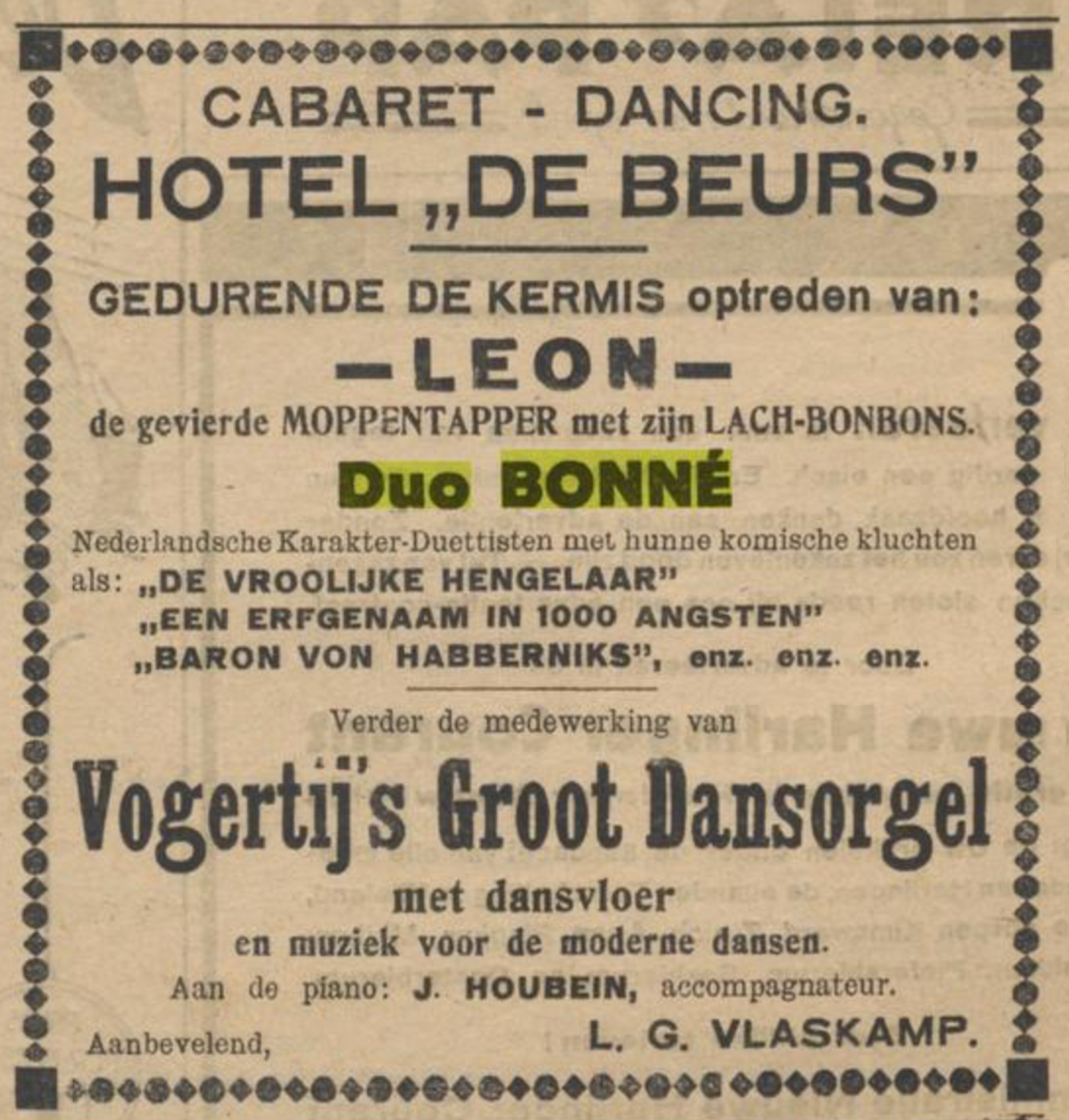
Het optreden van Leon Bonné en het duo Bonné, advertentie Nieuwe Harlinger Courant, 6 juli 1928.
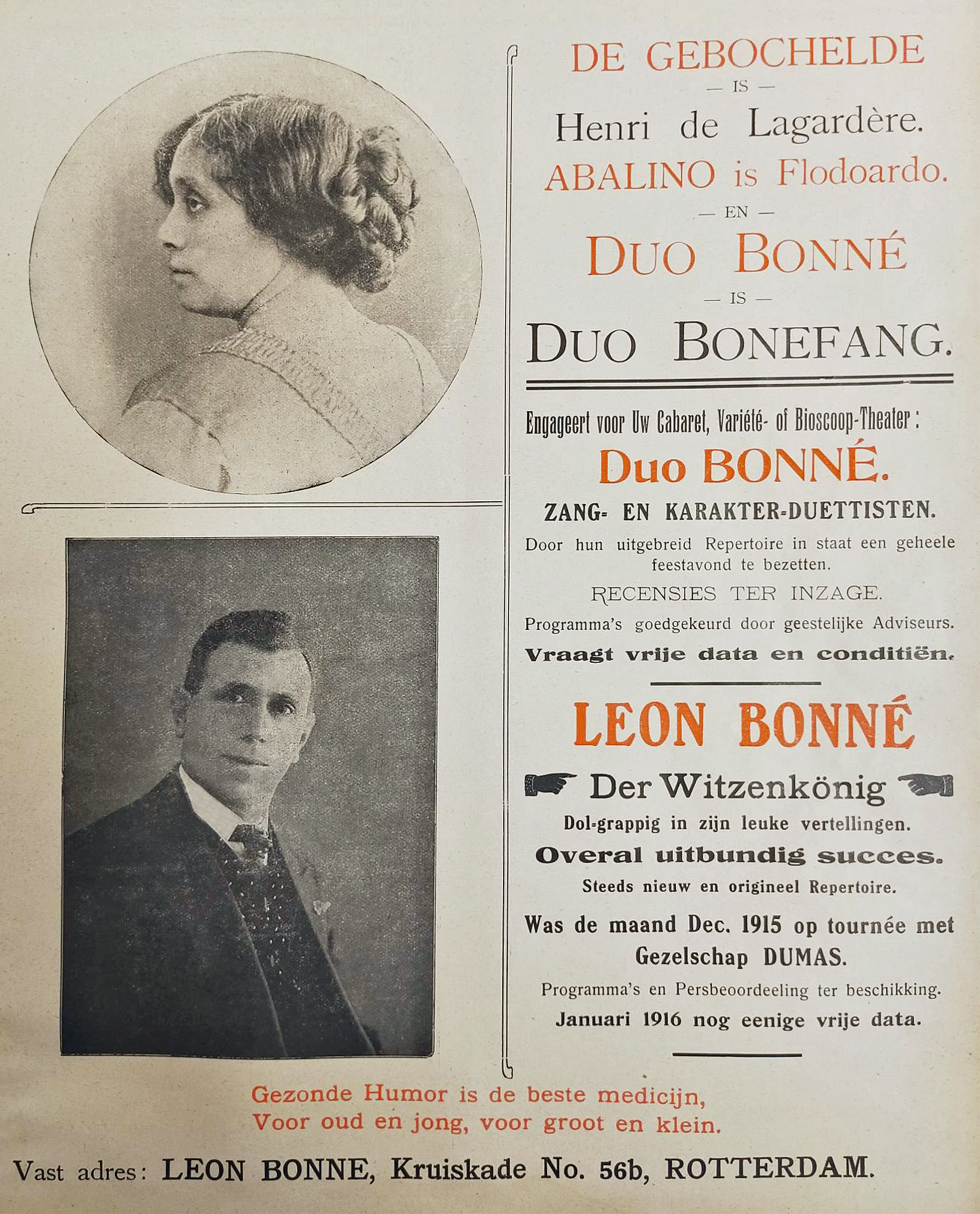
Leon Boonvang, aankondiging Duo Bonné, 1916.